# طلیحه
طُلَیحه بن خُویلد بن نَوفَل از قبیله بنی‌اسد که در جنگ احزاب از فرماندهان مشرکین بود که در سال نهم هجری اسلام آورد اما پس از درگذشت محمد ادعای پیامبری کرد و از آنجا که می‌گفت فرشته‌ای به نام ذوالنون برای او وحی می‌آورد ملقب به ذوالنون شد. قبایل بنی‌حزیمه و غطفان به او ایمان آوردند. ابوبکر، خالد بن ولید را برای سرکوبی او روانه کرد که در نبردی در بزاخه طلیحه شکست خورد و به شام گریخت. سپس در ابتدای خلافت عمر به مکه آمد و بخشیده شد.